# Monument voor de slachtoffers van de Maine

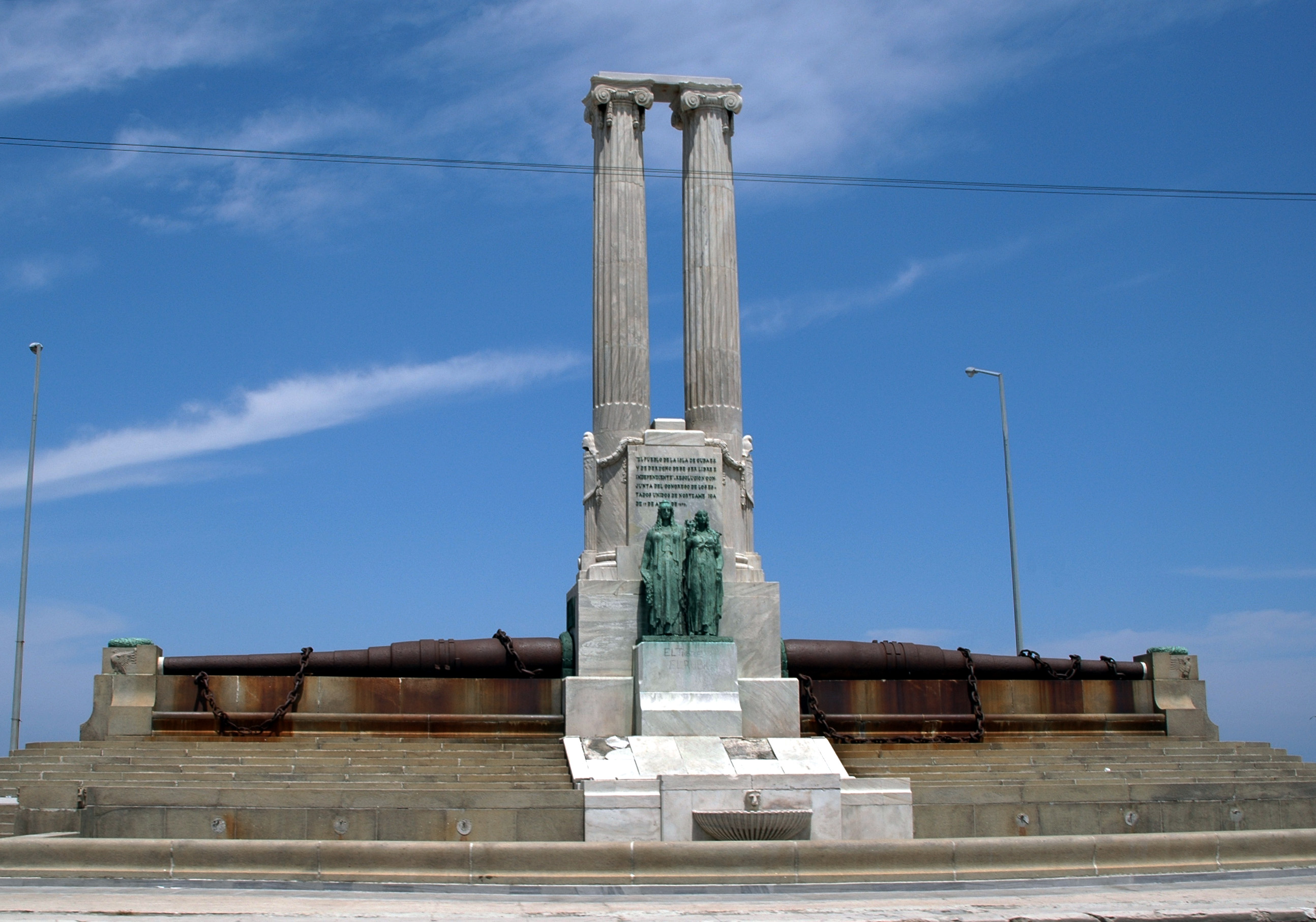
USS Maine monument aan de Malecon in Havana

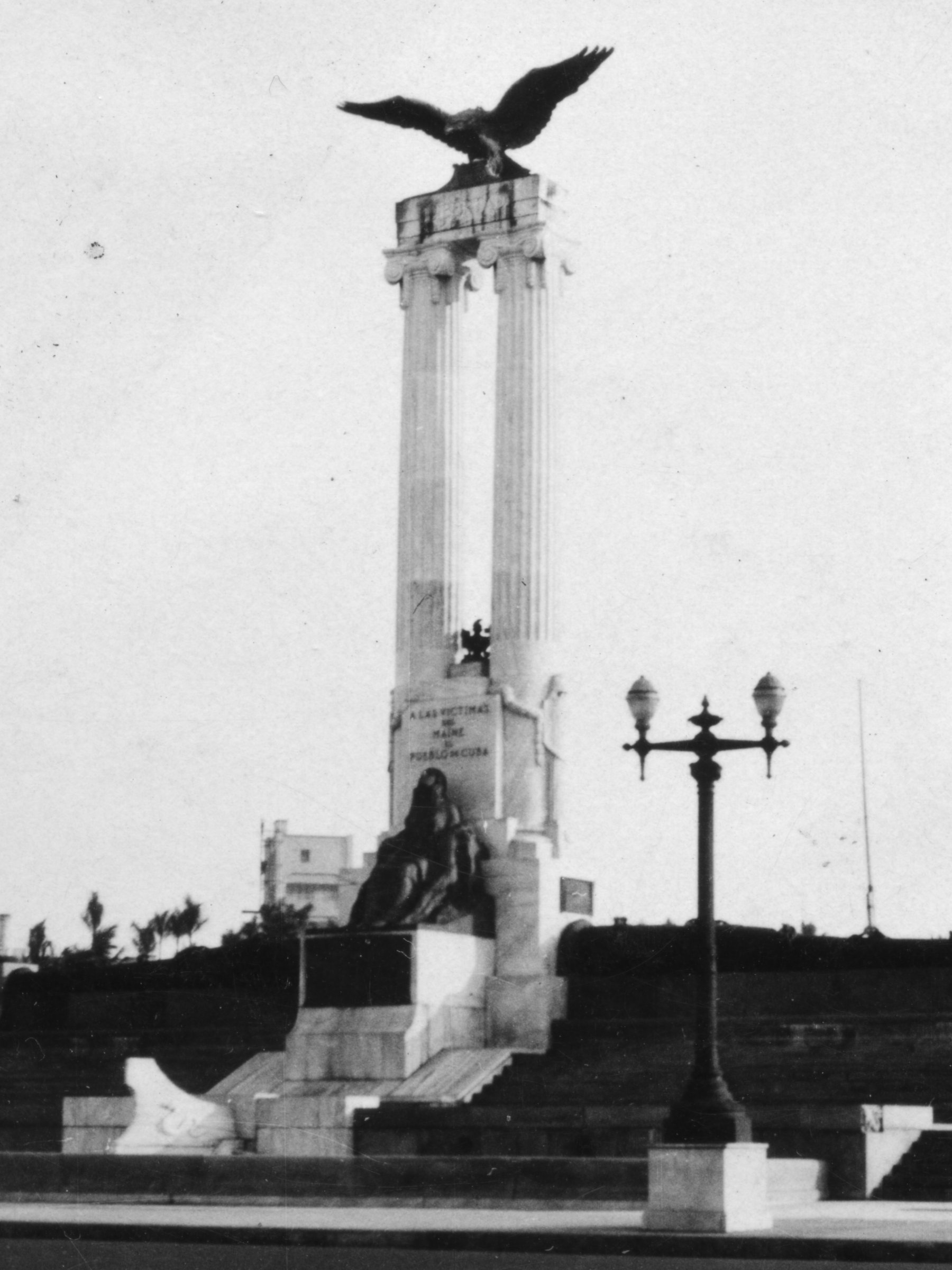
Het monument met bronzen adelaar omstreeks 1930

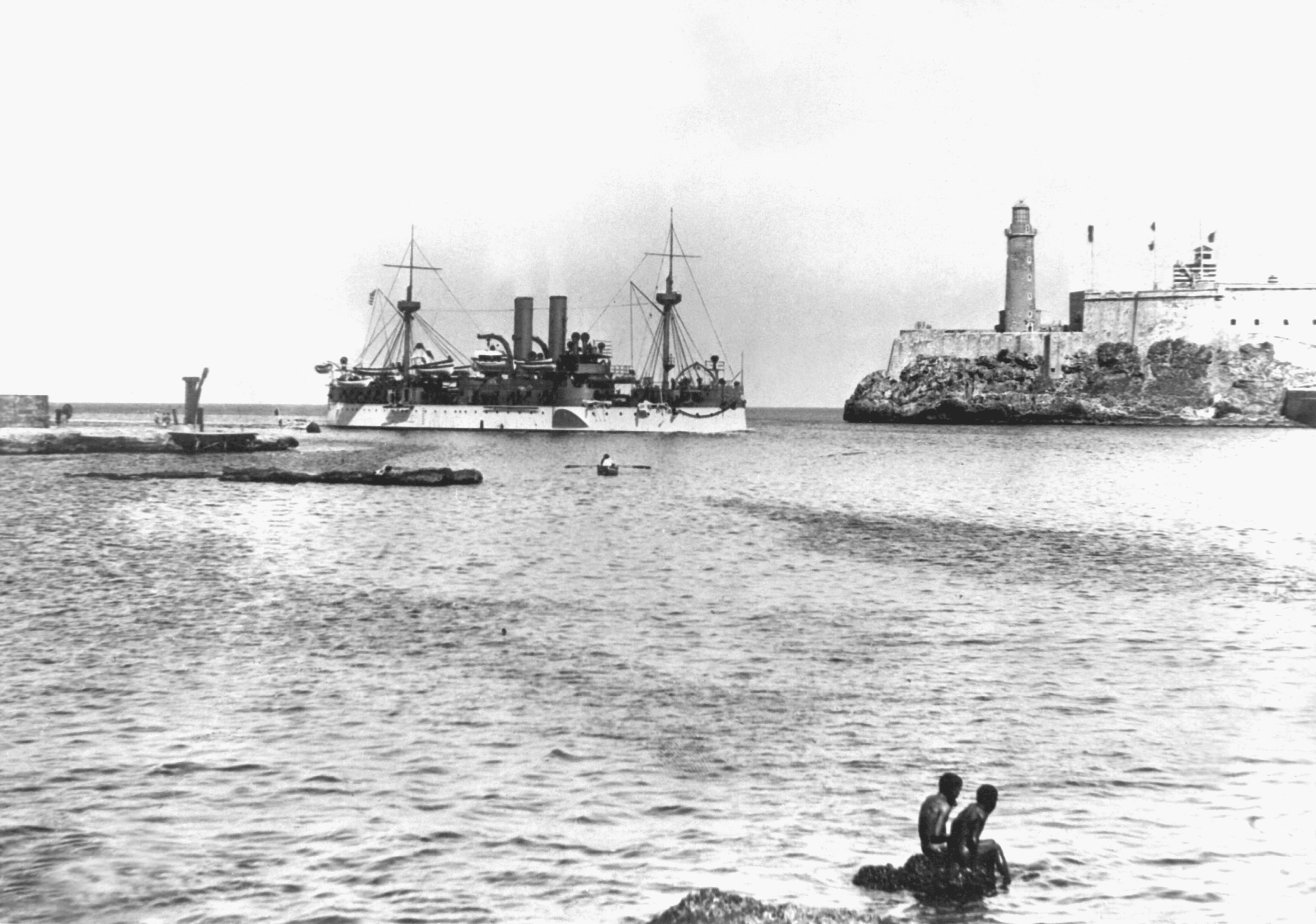
De Maine in de haven van Havana

Het Monument voor de slachtoffers van de Maine is een monument voor de slachtoffers van de ontploffing van het Amerikaanse pantserschip USS Maine in Havana in 1898.

## Aanleiding
Op het einde van de 19de eeuw woedde de Cubaanse onafhankelijkheidsoorlog in volle hevigheid. Onder leiding van António Macéo en Máximo Gómez maakten de Cubaanse opstandelingen het de Spanjaarden zeer moeilijk. Op 25 januari 1898 kwam de USS Maine aan in Havana om de Amerikaanse belangen te beschermen in de Cubaanse Onafhankelijkheidsoorlog.
Op 15 februari 1898 om 09:40 uur ontplofte de USS Maine en zonk. Hierbij kwamen 266 Amerikaanse soldaten om het leven. Tot nu toe is het nog steeds onduidelijk wat de oorzaak van de ontploffing was. De explosie werd aanvankelijk toegeschreven door een aanslag met een mijn en werd door de Amerikaanse pers misbruikt om de oorlogsstemming in Verenigde Staten op te hitsen. De bekende uitspraak “remember the Maine, to hell with Spain’ zweepte het volk en leidde uiteindelijk tot de Spaans-Amerikaanse Oorlog later dat jaar.
Op 25 april 1898 verklaarde de Amerikaanse regering van president McKinley de oorlog aan Spanje. Op 3 juli 1898 werd een deel van de Spaanse vloot voor de kust van Santiago de Cuba door de Amerikanen tot zinken gebracht. De Vrede van Parijs werd ondertekend op 10 december 1898, waarmee ook een einde kwam aan de Spaanse overheersing van Cuba en Puerto Rico. 
Cuba was geen deelnemer aan de onderhandelingen in Parijs. Cuba kreeg een schijnonafhankelijkheid door het Teller Amendement, maar bleef onder de invloed van de Verenigde Staten. Het ondertekenen van het Platt Amendement gaf de Verenigde Staten nog ruimere bevoegdheden op Cuba.
Tegenwoordig gaat in Cuba de versie de ronde dat de Amerikanen zelf de Maine deden ontploffen, teneinde een excuus te hebben om de Spanjaarden aan te vallen. De tekst op het monument zegt niet meer dan dat.

## Het monument
Vijftien jaar na de explosie van de USS Maine gaf de Cubaanse president Mario García Menocal in 1913 opdracht voor de bouw van een monument. Het kreeg een plaats aan de Malecón boulevard. Onder leiding van architect Félix Cabarrocas begon de bouw in 1924 en een jaar later kwam het gereed. President Alfredo Zayas y Alfonsoe en de Amerikaanse generaal John Pershing waren op 8 maart 1925 aanwezig bij de officiële inhuldiging. Aan de voet lagen twee kanonnen en een stuk ankerketting van de USS Maine die in 1911 waren geborgen. Op de twee Ionische zuilen kwam later een bronzen adelaar met opengeslagen vleugels. De eerste adelaar raakte na een storm in oktober 1926 beschadigd en staat nu in de Amerikaanse ambassade in Havana. Er kwam een andere adelaar met opengeslagen vleugels.
Er waren ook drie borstbeelden, van McKinley, de eerste militair-gouverneur in Cuba Leonard Wood en president Theodore Roosevelt. Op 4 juli 1943 kwam er een vierde bij van de Amerikaanse officier Andrew Summers Rowan.
Na de Cubaanse Revolutie werden op 18 januari 1961 de adelaar en de vier borstbeelden verwijderd. Ze werden gezien als een symbool van imperialisme. De Cubanen voegden de volgende inscriptie toe: "A las víctimas de El Maine que fueron sacrificadas por la voracidad imperialista en su afán de apoderarse de la isla de Cuba.”